# Пука (Отепяе)
Пу́ка (ест. Puka alevik) — селище в Естонії, у волості Отепяе повіту Валґамаа.

## Населення
Чисельність населення на 31 грудня 2011 року становила 580 осіб.

## Історія
До 21 жовтня 2017 року селище входило до складу волості Пука й було її адміністративним центром.